# Antoni Kirchner i Masdeu
Antoni Kirchner i Masdeu (Barcelona, 21 de juny del 1940) ha estat crític de cinema, delegat de Cinematografia de Departament de Cultura de la Generalitat de Catalunya i Director de la Filmoteca de Catalunya.

## Publicitat
Va estudiar als Escolapis de Sant Antoni Abad, i va cursar periodisme a la Universitat Autònoma de Barcelona. Va treballar en diverses agències fins que va crear “SUGEST”, una agència de publicitat a Terrassa el 24 de setembre del 1962.

## Crític de cinema
Va alternar la publicitat amb conferències, cinefòrums, organització de cineclubs, crítica de festivals de cinema, publicant cròniques dels festivals com enviat especial de La Vanguardia, El Noticiero Universal i Fotogramas i publicant crítiques a Serra d'Or, Destino, Club RACC, Imagen y Sonido, Ensayos de cine, L'Hora, Tele/eXpres, i Mundo Diario. També va publicar crítiques de televisió i de circ a El Noticiero Universal.
Va ser un dels màxims exponents de la generació de crítics que van aparèixer la dècada de 1960 i que van anar ocupant les places dels principals mitjans de l'època. Va suposar un canvi en l'apreciació del cinema d'autor, per exemple, en la sensibilitat per la irrupció de les noves cinematografies de països tradicionalment poc desenvolupats en els mercats cinematogràfics com ara el nou cinema canadenc, el novo cinema brasileiro, el jove cinema txec, les generacions d'autors xinesos o el mateix free cinema britànic, entre d'altres.
Durant 10 anys va alternar les publicacions en premsa amb col·laboracions en ràdio i televisió. A Radio Nacional (Catalunya) va començar com a crític en diversos programes de Ràdio 4 i també de Radio Peninsular (actualment Radio 5), i va co-dirigir, amb Juan Antonio Fernández-Abajo un magazín de 5 hores, els dissabtes a la nit, titulat La gran noche del espectáculo, amb una roda de corresponsals a Madrid, París, Londres, Roma i Nova York, que comentaven l'actualitat cinematogràfica. En aquesta emissora va dirigir i presentar un programa setmanal, La calle 42, dedicat exclusivament al cinema. A Televisió Espanyola a Catalunya (Estudis de Miramar) va ser col·laborador en el magazín de mitja tarda Escenari (1978-79).

## El “Cercle A”
Del 1967 al 1982, va ser cofundador, amb en Jaume Figueras i Pere Ignasi Fages, del “Cercle A”, la primera xarxa de cinemes d'Art i Assaig de l'estat, programant sales a Barcelona (Publi, Alexis, Atenas, Ars, Aquitània, Maldà, Centrico, Capsa, Arkadin 1 i 2, Padró, Casablanca 1 i 2), a València, a Madrid, a Palma, a Saragossa i a Bilbao.
El “Círculo A” —després, "Cercle A"— van ser els primers a tractar el cinema des d'una òptica cinèfila i d'autor.

## Delegat de Cinematografia del Departament de Cultura
Des de 1982 a 2001, va ser Delegat de Cinematografia i Vídeo del Departament de Cultura de la Generalitat de Catalunya i Director de la Filmoteca de Catalunya (1983 – 1997). En aquests anys, les seves principals funcions van ser: Delegat del Departament de Cultura en el Patronat Municipal del Festival de Cinema de Sitges; Delegat del Departament de Cultura en el Patronat Escola Superior de Cinema i Audiovisuals de Catalunya (ESCAC); Director de “Catalan Films & Television”, oficina de promoció exterior; promotor de l'oficina a Barcelona del programa europeu MEDIA: Media Antena Catalunya; Delegat del Departament de Cultura en el Consell de Direcció del programa de formació europeu “PILOTS”; Delegat del Departament de Cultura en el Consell de l'Euro-regió “4 motors per Europa”; Vocal de la Comissió paritària TVC-DdC per la coordinació d'inversions i ajuts a la producció audiovisual catalana; Vocal del Consejo Superior de Cinematografia del Ministerio de Cultura.
Tota la tasca de creació, recuperació i exportació del cinema català —des de la restauració de la Generalitat fins a la seva consolidació als anys 2000— va passar per la figura de l'Antoni Kirchner

## L'ESCAC
Del 1990 al 2009, va ser professor de l'Escola de Cinema i Audiovisuals de Catalunya (ESCAC), promoguda per Miquel Porter.